# Denis Mukwege
Denis Mukengere Mukwege (Bukavu, 1 de março de 1955) é um médico ginecologista congolês, célebre pela ação humanitária na República Democrática do Congo, onde gere um hospital em Bukavu.

## Biografia
Especializou-se no tratamento de mulheres que foram violadas por milícias na guerra civil do Congo, sendo um dos maiores especialistas mundiais na reparação e tratamento de danos físicos provocados por violação.
Tratou mais de 21 000 mulheres durante os 12 anos de guerra, algumas mais do que uma vez, chegando a fazer mais de dez cirurgias por dia em turnos de trabalho de mais de 18 horas.

## Prémios e reconhecimentos
- Prêmio Right Livelihood (2013)
- Recebeu o Prémio Olof Palme em 2008[2] e o Prémio Sakharov em 2014.[3]
- Foi escolhido como Africano do Ano (2008), prémio do Daily Trust.[2]
- Prémio Calouste Gulbenkian - Direitos Humanos (2015)[4];
- Recebeu o Nobel da Paz de 2018, juntamente com Nadia Murad.[5]
- Doutoramento honoris causa pela Universidade Nova de Lisboa (2019)

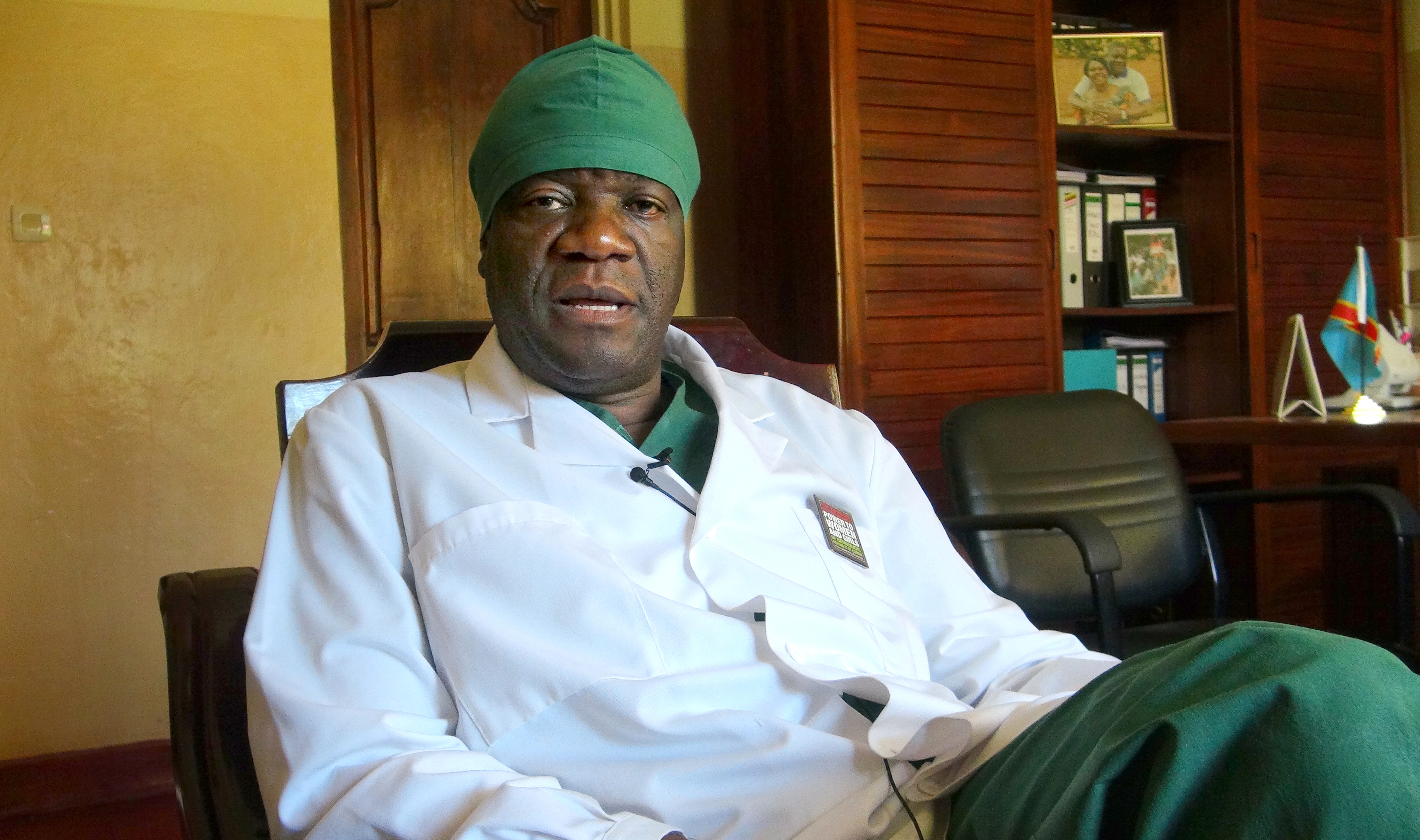
Denis Mukwege